# Lostallo
Lostallo je obec ve švýcarském kantonu Graubünden, okresu Moesa. Nachází se v údolí řeky Moesa, asi 66 kilometrů jihozápadně od kantonálního hlavního města Churu, v nadmořské výšce 439 metrů. Žije zde 792 obyvatel.

## Geografie

Historický letecký pohled na Lostallo (1953)

Obec se nachází na západním svahu na pravém břehu řeky Moesa v údolí Val Mesolcina a skládá se z hlavní vesnice a místních částí Cabbiolo a Sorte. Sousedními obcemi jsou Soazza, Calanca, Grono, Cama a Gordona v italské provincii Sondrio.

## Historie
První zmínka o obci pochází z roku 1219 pod identickým názvem Lostallo. Každé tři roky se v Lostallu scházeli voliči obce, aby zvolili okresní soud. Centena, veřejné shromáždění nejvyššího soudu regionu Misox, které se tradičně konalo 25. dubna, se naposledy konalo roku 2000. Farní kostel S. Giorgio, poprvé zmiňovaný v roce 1219, byl v 17. století přestavěn a v letech 1939–1941 renovován; kaple svatého Karla Boromejského pochází z roku 1633, kaple S. Maria Assunta in Sorte z roku 1611. V obci se stále provozuje zemědělství a chov dobytka, jsou zde také některé podniky (včetně stavebních firem a truhlářství). Vodní elektrárna s nádrží v údolí Val d'Arbola využívá levých přítoků řeky Moesy. Známé a ceněné jsou v obci také typické stavby, tzv. grotti.

## Obyvatelstvo
| Rok            | 1802 | 1850 | 1900 | 1950 | 2000 | 2004 | 2010 | 2012 | 2014 | 2016 | 2020 |
| Počet obyvatel | 212  | 363  | 372  | 424  | 656  | 670  | 707  | 725  | 762  | 785  | 840  |

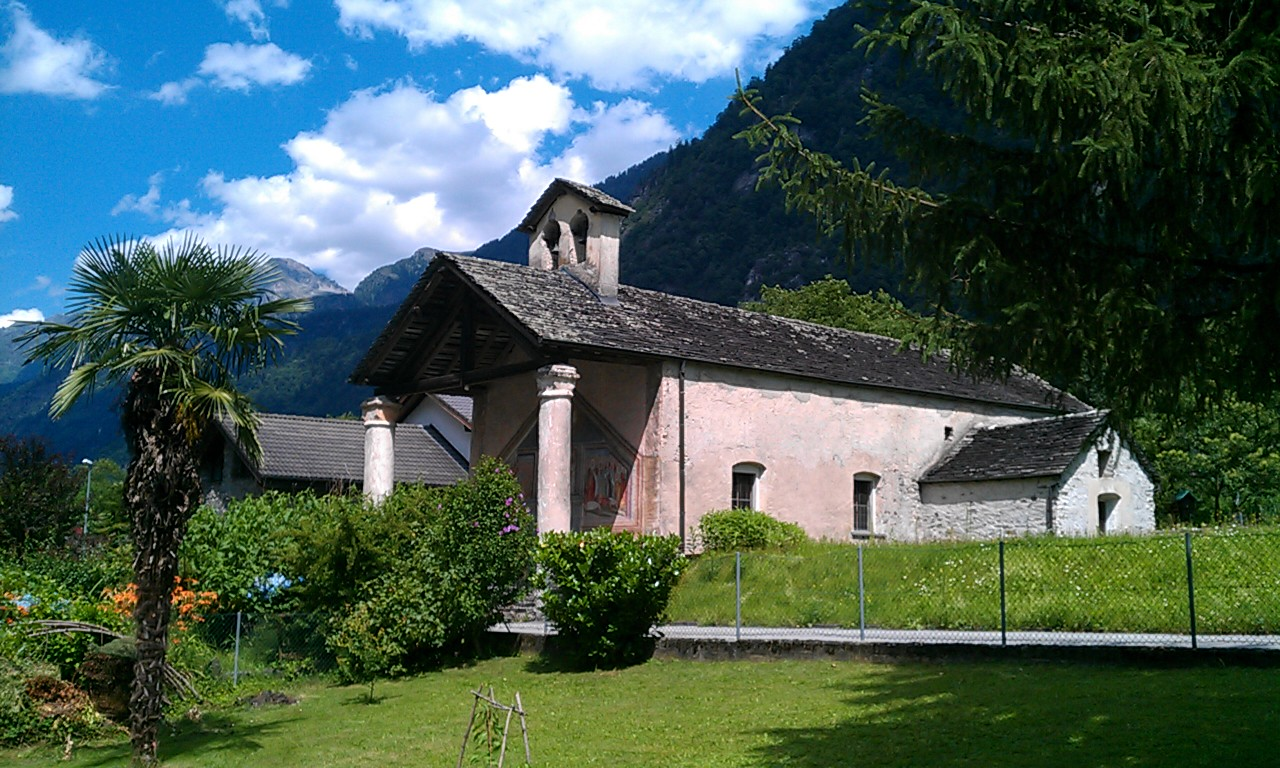
Původní kostel v obci

Údolí řeky Moesa je jednou z italsky mluvících oblastí kantonu Graubünden. Převážná většina obyvatel obce tak hovoří italsky.

## Doprava
Lostallo leží na dálnici A13 v trase St. Margrethen – Chur – Bellinzona a hlavní silnici č. 13.
Železniční spojení do obce zajišťovala železniční trať z Bellinzony do Mesocca, otevřená roku 1907. Pro malý zájem cestujících byla na trati v květnu 1972 ukončena osobní doprava a zcela zrušen úsek mezi Bellinzonou a stanicí Castione-Arbedo. V roce 1978 horní úsek trati poničila silná bouře a i nákladní doprava byla následně zcela zastavena. Na zbylém úseku Castione-Arbedo – Cama probíhal až do roku 2013 muzejní turistický provoz; od roku 2013 je trať zcela bez provozu a čeká na další osud.